# Norman Vincent Peale
Dr Norman Vincent Peale (ur. 31 maja 1898, zm. 24 grudnia 1993) – był protestanckim kaznodzieją i pastorem, autorem oraz głosicielem teorii pozytywnego myślenia.
Jego najbardziej znana książka to Moc pozytywnego myślenia, wydana również w Polsce (przetłumaczono także Entuzjazm zmienia wszystko, Możesz jeśli myślisz, że możesz, Uwierz i zwyciężaj oraz W Bogu pokładamy nadzieję).
Peale przez ponad 50 lat udzielał się aktywnie w mediach promując pozytywne myślenie czyli sposób podejścia do życia wpływający pozytywnie na zdrowie psychiczne. Był także prezesem American Foundation of Religion and Psychiatry, która zajmowała się pomocą dla ludzi zagubionych w życiu. 

## Wybór prac
- Stay Alive All Your Life (1957)
- The Power of Positive Thinking, Ballantine Books; Reissue edition (August 1, 1996). ISBN 0-449-91147-0
- Guide to Confident Living, Ballantine Books; Reissue edition (September 1, 1996). ISBN 0-449-91192-6
- Six Attitudes for Winners, Tyndale House Publishers; (May 1, 1990). ISBN 0-8423-5906-0
- Positive Thinking Every Day : An Inspiration for Each Day of the Year, Fireside; (December 6, 1993). ISBN 0-671-86891-8
- Positive Imaging, Ballantine Books; Reissue edition (September 1, 1996). ISBN 0-449-91164-0
- You Can If You Think You Can, Fireside Books; (August 26, 1987). ISBN 0-671-76591-4
- Thought Conditioners, Foundation for Christian; Reprint edition (December 1, 1989). ISBN 99910-38-92-2
- In God We Trust: A Positive Faith for Troubled Times, Thomas Nelson Inc; Reprint edition (November 1, 1995). ISBN 0-7852-7675-0
- Norman Vincent Peale's Treasury of Courage and Confidence, Doubleday; (June 1970). ISBN 0-385-07062-4
- My Favorite Hymns and the Stories Behind Them, Harpercollins; 1st ed edition (September 1, 1994). ISBN 0-06-066463-0
- The Power of Positive Thinking for Young People, Random House Children's Books (A Division of Random House Group); (December 31, 1955). ISBN 0-437-95110-3
- The Amazing Results of Positive Thinking, Fireside; Fireside edition (March 12, 2003). ISBN 0-7432-3483-9
- Stay Alive All Your Life, Fawcett Books; Reissue edition (August 1, 1996). ISBN 0-449-91204-3
- "You Can Have God's Help with Daily Problems" FCL Copyright 1956-1980 LOC card #7957646
- Faith Is the Answer: A Psychiatrist and a Pastor Discuss Your Problems, Smiley Blanton and Norman Vincent Peale, Kessinger Publishing (march 28, 2007), ISBN 1-4325-7000-5 (10), ISBN 978-1-4325-7000-2 (13)
- Power of the Plus Factor, A Fawcett Crest Book, Published by Ballantine Books, 1987, ISBN 0-449-21600-4
- This Incredible Century, Peale Center for Christian Living, 1991, ISBN 0-8423-4615-5
- Sin Sex Self Control, 1977, ISBN 0-449-23583-1,ISBN 978-0-449-23583-6, Fawcett (December 12, 1977)